# Czarny szlak turystyczny Kielce, ul. Szczepaniaka – Pierścienica
 Czarny szlak turystyczny Kielce, ul. Szczepaniaka – Pierścienica – szlak turystyczny w Kielcach.

## Przebieg szlaku
| Odległość | Atrakcje | Punkt                             | Skrzyżowania szlaków                                            |
| --------- | -------- | --------------------------------- | --------------------------------------------------------------- |
| 0,0 km    |          | ul. Szczepaniaka, MPK nr 4        | Kielce, ul. Zamkowa – Stadion Leśny                             |
|           |          | al. Na Stadion, wyciąg narciarski | Szlak spacerowy wokół Kielc Kielce, ul. Zamkowa – Stadion Leśny |
| 2,0 km    |          | wyciąg narciarski na Pierścienicy | Chęciny – Łagów                                                 |